# Autorrotação
Autorrotação é um fenónemo aerodinâmico onde o deslocamento horizontal mantêm a rotação de um rotor de uma aeronave, gerando sustentação. Esse efeito melhora a segurança operacional de um pouso de emergência e caso de falhas e panes em helicópteros.
Este fenômeno serve de mecanismo de voo caso de falha do motor. Ao desacoplar o motor do rotor, por um sistema conhecido como roda livre, que tem um princípio como o da bicicleta "quando paramos de pedalar ela ainda continua andando" o helicóptero tem um mecanismo similar e no caso de uma pane do motor seja ele convencional ou turbo jato, os rotores continuam a girar e o helicóptero entra em uma manobra de emergência conhecida como auto-rotação permitindo assim aterrissar de forma segura.